# Carl Koch (arkitekt)
Carl Koch, född 11 maj 1912, död 3 juli 1998, var en amerikansk arkitekt.
Carl Koch ritade under 1940-talet mycket uppmärksammade villor och sportstugor. De utmärktes av en fri och enkel, organisk planlösning med långt gående sammanflätning av innerum och uteplatser.